# Nitzelbachtal
Das Naturschutzgebiet Nitzelbachtal liegt auf dem Gebiet der Gemeinde Allendorf im Landkreis Waldeck-Frankenberg in Hessen.
Das etwa 81,4 ha große Gebiet, das im Jahr 1995 unter der Kennung 1635053 unter Naturschutz gestellt wurde, erstreckt sich südlich von Bromskirchen entlang des Nitzelbaches. Östlich des Gebietes verläuft die B 236, nördlich die Landesgrenze zu Nordrhein-Westfalen und südlich fließt die Eder.
In der Umgebung liegen diese Naturschutzgebiete (NSG):
- nördlich das etwa 111,2 ha große NSG Oberlauf des Linspherbaches
- westlich das etwa 32,6 ha große NSG Battenfelder Driescher und das etwa 145 ha große NSG Elbrighäuser Bach.